# Casinaria crassiventris
Casinaria crassiventris là một loài tò vò trong họ Ichneumonidae.